# David O'Leary
David Anthony O'Leary (2 de maig de 1958) és un exfutbolista irlandès de la dècada de 1980. Va néixer a Londres, però amb 4 anys es traslladà a Dublín.
Fou internacional amb la selecció de la República d'Irlanda amb la qual participà en la Copa del Món de futbol de 1990. Pel que fa a clubs, la major part de la seva carrera la passà a l'Arsenal FC.
Fou entrenador a clubs com Leeds United FC i Aston Villa FC.

## Palmarès
Arsenal
- Football League First Division: 1988-89, 1990-91
- FA Cup: 1978-79, 1992-93
- Football League Cup: 1986-87, 1992-93
- FA Charity Shield: 1991 (compartit)